# Ожина шорстка
Ожина шорстка (Rubus hirtus) — вид квіткових рослин із родини трояндових (Rosaceae).

## Біоморфологічна характеристика
Це кущ 0.5–1 метр заввишки, лежачий чи, в дуже сонячних місцях, прямовисний. Стебла дугоподібні, з круглим перерізом, іноді ± ребристі, густо запушені залозистими щетинками різного розміру, залози темно-пурпурувато-червоні; колючки різноманітні. Листки 3–5 листочкові, зверху і знизу майже безволосі, іноді низ сурувато запушений. Головна вісь та гілочки суцвіття, а також квітконіжки та чашолистки фіолетово-червоні або темно-пурпурові завдяки темно забарвленим щетинкам та залозкам. Суцвіття добре розвинене, зазвичай біля основи облиствене. Пелюстки овальні, зазвичай білі, іноді блідо-рожеві. 2n = 28. Період цвітіння: липень.

## Середовище проживання
Зростає у Європі (Албанія, Австрія, Англія, Бельгія, Болгарія, Боснія та Герцеговина, Греція, Ірландія, пн. Іспанія, Македонія, Німеччина, Польща, Румунія, Сербія й Косово, Словаччина, Словенія, Угорщина, зх. Україна, Франція, Хорватія, Чорногорія, Швейцарія), Туреччині й на Кавказі. 
В Україні вид зростає у лісах, на узліссях та галявинах — у Расточчі-Опіллі, Карпатах.

## Галерея

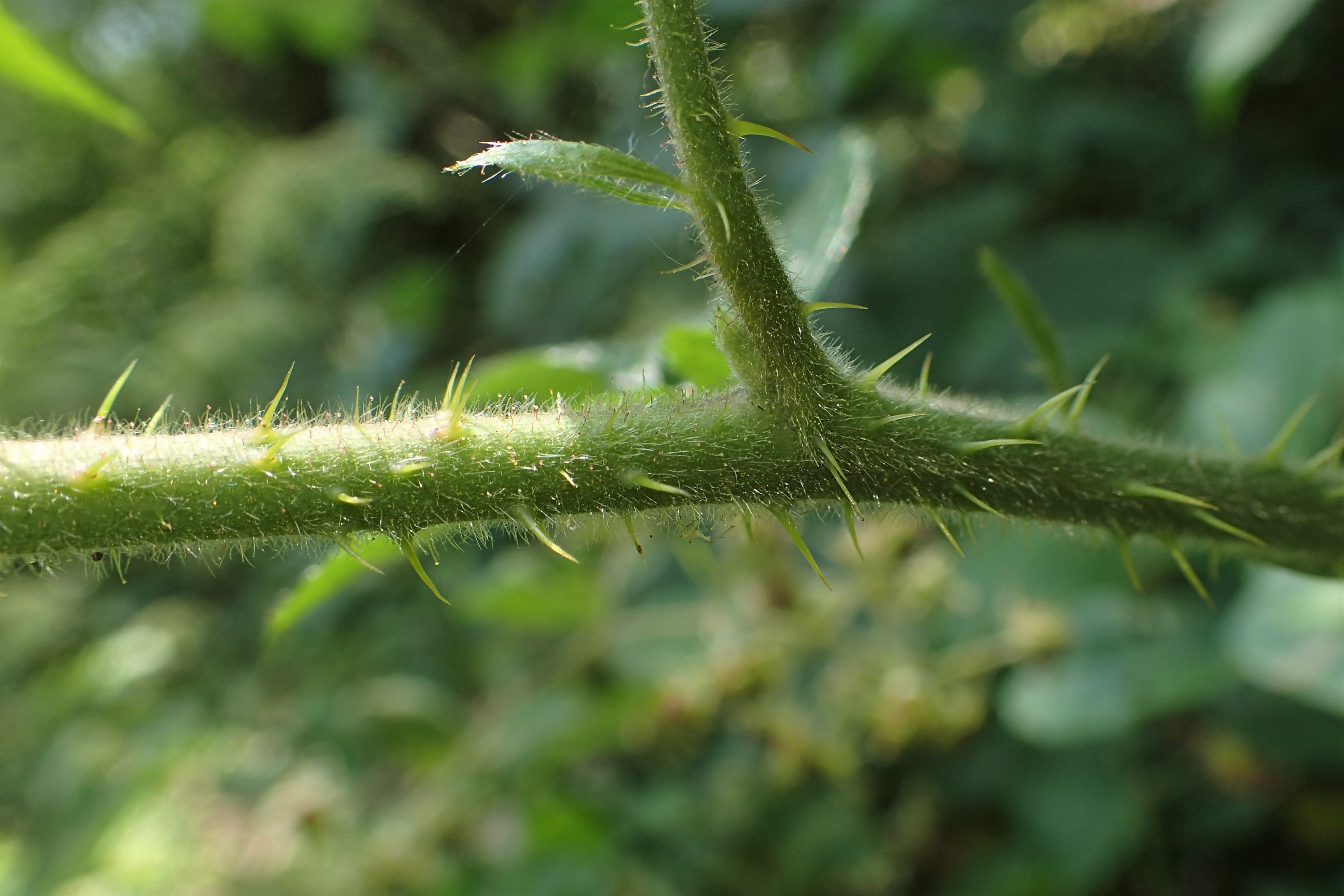
стебло
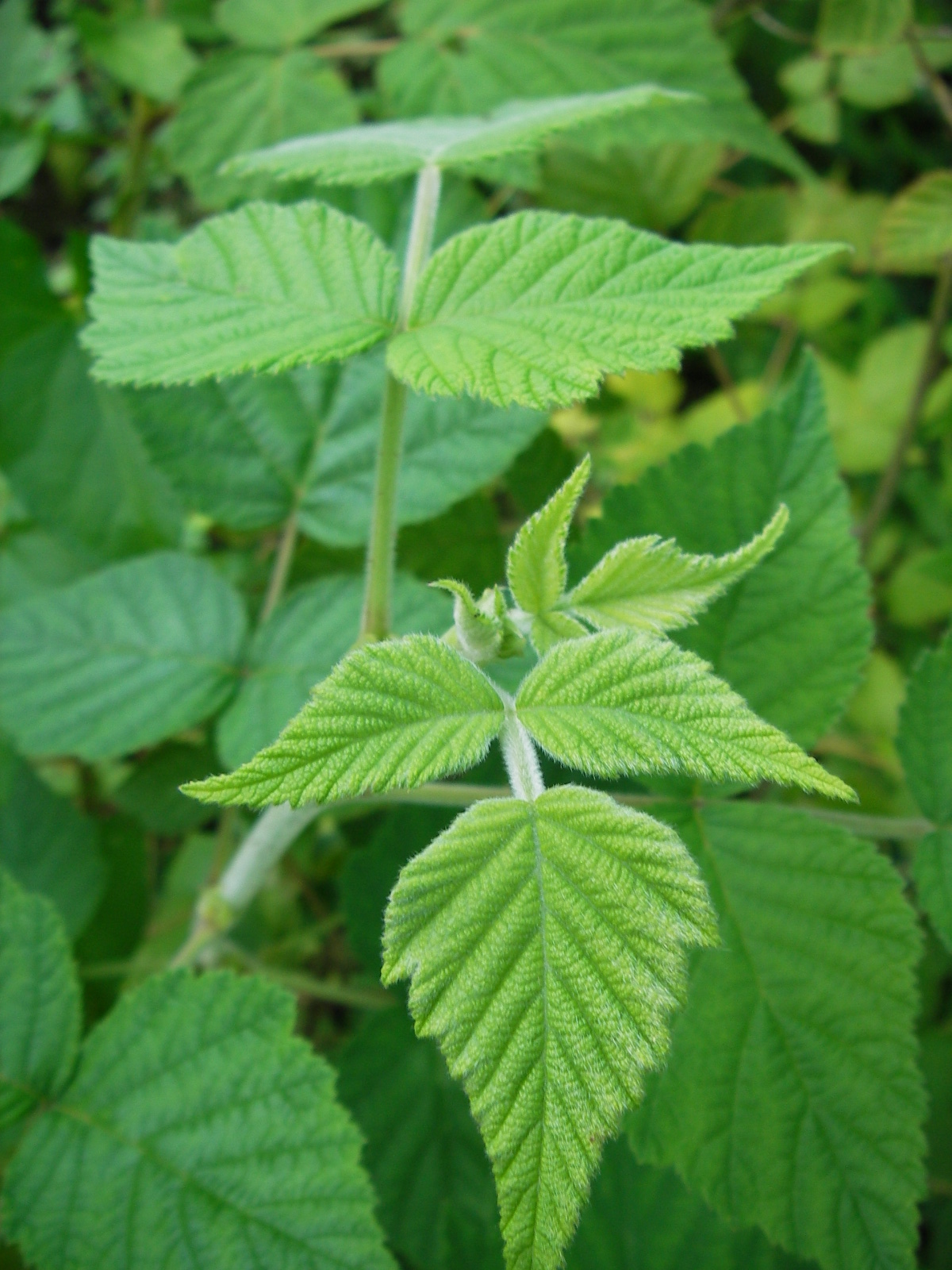
листя